# Beethoven Gesamtausgabe
De Beethoven Gesamtausgabe is de eerste verzamelde editie van de werken van Ludwig van Beethoven. De volledige titel is Ludwig van Beethovens Werke: Vollständige Kritisch durchgesehene überall berechtige Ausgabe (Duits voor Ludwig van Beethovens werk: compleet, kritisch, grondig herziene geautoriseerde uitgave). Het werd gepubliceerd tussen 1862 en 1865, met een extra deel verschenen in 1888.
De uitgave bevat 263 werken gerangschikt in vierentwintig "series". Hoewel de publicatie in die tijd een baanbrekende prestatie was, heeft het werk zijn beperkingen. Musicoloog Friedrich Spiro pleitte er tijdens het vierde congres van het Internationale Muziekgenootschap in 1911 al voor een herziening van de Gesamtausgabe. Spiro wees op onjuistheden in het notenmateriaal en op diverse authentieke werken van Beethoven die nooit waren opgenomen (zoals Op. 134, Beethovens eigen pianoduetversie van zijn Große Fuge, Op. 133).
Willy Hess stelde een catalogus samen van de werken van Beethoven die niet in de Gesamtausgabe waren opgenomen. Zijn catalogus werd gepubliceerd in 1957.
De Neue Beethoven-Gesamtausgabe, een nieuwe volledige uitgave van Beethovens muziek werd gepubliceerd vanaf 1961, op initiatief van het Beethoven-Haus in Bonn. Er zouden 56 delen in voorbereiding zijn, waarvan ongeveer de helft is gepubliceerd.